# Stora synagogan i Plzeň
Stora synagogan i Plzeň (tjeckiska: Velká synagoga v Plzni) är en synagoga i Plzeň i Tjeckien. Det är den näst största synagogan i Europa.